# Economía matemática
La Economía matemática es la disciplina dedicada a la representación, análisis y formalización de la ciencia económica mediante estructuras matemáticas. Permite la demostración de la consistencia teórica, la deducción exhaustiva de sus implicaciones y el análisis de sus propiedades estructurales y dinámicas. De manera recíproca, impulsa el desarrollo de métodos matemáticos adecuados para la formulación y resolución de problemas económicos.
Dentro del dominio de la Economía matemática, existe un subcampo centrado en los métodos matemáticos avanzados para economistas, a menudo referido en la academia como "Matemáticas para la ciencia económica". Este ámbito se imparte a través de cátedras y cursos universitarios que trascienden la geometría simple y el álgebra elemental, marcando el umbral de su enseñanza especializada. La instrucción abarca el dominio del ecuaciones diferenciales e integral, las ecuaciones diferenciales, el álgebra de matrices, la programación matemática y diversos métodos computacionales, proveyendo así las herramientas analíticas para la modelización y el estudio riguroso de los fenómenos económicos.
Se ha comentado que las matemáticas dan la posibilidad a los economistas de formar proposiciones significativas y comprobables acerca de fenómenos económicos complejos y de gran alcance, los cuales serían difíciles de explicar de una manera menos formal. Además, el lenguaje de las matemáticas permite a los economistas generar argumentos específicos y positivos acerca de debates que serían irresolubles sin las matemáticas. Gran parte de la teoría económica está representada en términos de modelos matemáticos, que involucran un conjunto de relaciones matemáticas simples y estilizadas para dar claridad a suposiciones e implicaciones. Las aplicaciones de las matemáticas en la economía incluyen:
- Problemas de optimización con el equilibrio como meta, ya sea de un negocio, una empresa, una familia o para un cuerpo encargado de la generación de políticas económicas.
- Análisis estático (o de equilibrio) en el que la unidad económica (como una familia o empresa o ciudad) o sistema (como un mercado) es modelado como una pieza estática equilibrada.
- Comparación estática, como el cambio de un equilibrio a otro, inducido por el cambio en uno o más factores.
- Análisis dinámico, seguimiento de cambios en un sistema económico a través del tiempo, por ejemplo el crecimiento económico.[18][19]

La creación de modelos económicos formales comenzó en el siglo XIX con el uso del cálculo diferencial para representar y explicar el comportamiento económico, como la maximización de la utilidad, una aplicación económica temprana de la optimización matemática. La economía se convirtió en una disciplina con más contenido matemático en la primera mitad del siglo XX. La introducción de nuevas técnicas generalizadas en el periodo de la Segunda Guerra Mundial, como la teoría de juegos, ampliaron el uso de las formulaciones matemáticas en la economía. Esta rápida sistematización de la economía alarmó a los críticos de la disciplina, así como a algunos economistas relevantes, tales como John Maynard Keynes, Robert Heilbroner, Friedrich Hayek, quienes han criticado el extenso uso de los modelos matemáticos para el comportamiento humano, argumentado que algunas decisiones no pueden representarse satisfactoriamente con las matemáticas.

## Historia
El uso de las matemáticas en el análisis económico y social data del siglo XVII. En ese tiempo, principalmente en universidades alemanas, emergió un estilo de enseñanza, el cual trataba específicamente la presentación detallada de información y tenía una gran relación con la administración pública. Gottfried Achenwall participó en esta coyuntura y acuñó el término de «estadística». A su vez, un pequeño grupo de profesores de Inglaterra establecieron un método de "razonamiento a través de números sobre los aspectos relacionados al gobierno" y se refirieron a esta práctica como un Aritmética Política. William Petty escribió acerca de problemas que serían después discutidos por los economistas, como la aplicación de impuestos, la velocidad del dinero y el ingreso inicial, sin embargo, mientras su análisis era numérico, rechazaba el uso de matemáticas abstractas. El uso de la información numérica detallada de Petty (junto con John Graunt) influirían en los estadistas y economistas por un periodo, aun cuando el trabajo de Petty fue ignorado por los eruditos ingleses de su época.
La matematización de la economía empezó en la época temprana del siglo XIX. Una gran parte del análisis económico de ese tiempo era lo que después se conocería como economía clásica. Los temas eran preparados y discutidos a través de métodos algebraicos, sin embargo el cálculo no era usado. Antes de que se presentara el trabajo The Isolated Satate de Johann Heinrich von Thünen en 1826, los economistas no habían generado modelos explícitos y abstractos para definir el comportamiento y aplicar a este herramientas matemáticas. El modelo de Thünen del uso de los terrenos de cultivo representa el primer ejemplo del análisis marginal. El trabajo de Thünen era en su mayoría teórico, sin embargo, usó información empírica para apoyar sus generalidades. En comparación con los contemporáneos, Thünen generó modelos y herramientas económicas, en lugar de aplicar las herramientas existentes a nuevos problemas.
Mientras tanto, una nueva corte de eruditos que conocía los métodos matemáticos de las ciencias físicas se acercaron a la economía, aplicando y defendiendo aquellos métodos a su disciplina, y es descrito hoy en día como el movimiento de la geometría a la mecánica. Este incluyó a W.S. Jevons quien presentó un trabajo sobre "una teoría matemática general de la política económica" en 1862, donde proveyó un esquema para el uso de la teoría de la utilidad marginal en la política económica. En 1871, Jevons publicó Los principios de la economía política, declarando que este tema como ciencia "debe ser simplemente matemático ya que éste trabaja con cantidades." Jevons esperaba que solo la recolección de las estadísticas de precios y cantidades permitirían a la disciplina convertirse en una ciencia exacta.  Otros siguieron expandiendo la representación matemática de problemas económicos.

### Marginalistas y los inicios de la economía neoclásica

Cantidades de equilibrio como solución de las dos funciones en el duopolio de Cournot. Cada función es expresada como una ecuación lineal dependiente de la cantidad demandada.

Augustin Cournot y Léon Walras crearon las herramientas de la disciplina axiomáticamente alrededor de la utilidad, argumentando que los individuos buscan maximizar su utilidad a través de las elecciones en una manera que podía ser descrita matemáticamente.  En ese tiempo, era pensado que la utilidad era cuantificable, en unidades conocidas como útiles. Cournot, Walras y Francis Ysidro Edgeworth son considerados los precursores de la economía matemática moderna.

#### Augustin Cournot
Cournot, un profesor de matemáticas, desarrolló, en 1838, un tratamiento matemático para los duopolios -una condición de mercado que se define por la competición entre dos empresas vendedoras. Este tratamiento de competición, publicado por primera vez en Researches into the Mathematical Principles of Wealth (Investigaciones en los principios matemáticos de la riqueza), se conoce como el duopolio de Cournot. Se asume que ambos vendedores tienen una igualdad en el acceso al mercado y que pueden producir productos sin costo alguno. Después, se asume que ambos producen productos homogéneos. Cada vendedor cambiaría su producción basándose en la producción del otro y el precio de mercado sería determinado por la cantidad total de productos ofertados. La utilidad de cada empresa sería determinada a través de multiplicar la producción de cada empresa y el precio de mercado por unidad. Diferenciando la función de utilidad con respecto a la cantidad ofrecida de cada firma, arroja un sistema de ecuaciones lineales, la solución simultánea de este nos daría una cantidad de equilibrio, un precio y una utilidad. Las contribuciones de Cournot a la matematización de la economía serían abandonadas por décadas, sin embargo eventualmente estas influyeron a una gran parte de los marginalistas. Los modelos de Cournot acerca del duopolio y oligopolio también representan una de las primeras formulaciones de los juegos no cooperativos. Hoy en día, la solución puede ser dada como un equilibrio de Nash, sin embargo el trabajo de Cournot procedió a la teoría de juegos moderna por más de cien años.

#### Léon Walras
Mientras Cournot proveyó una solución a lo que después se le llamaría equilibrio parcial, Léon Walras trató de formalizar la discusión de la economía como una sola a través de la teoría del equilibrio general. El comportamiento de todo actor económico sería considerado en el lado de la producción y del consumo. Walras originalmente presentó cuatro modelos separados de intercambio, cada uno se incluía en el siguiente. La solución del sistema de ecuaciones resultantes (lineales y no lineales) es el equilibrio general. En ese momento, una solución general no podía ser expresada para un sistema de una gran cantidad de ecuaciones, sin embargo los intentos de Walras produjeron dos famosos resultados en la economía. El primero es la ley de Walras y el segundo es el principio de tâtonnement (tanteo en francés). El método de Walras fue considerado por tener un contenido altamente matemático para la época y Edgeworth comentó ampliamente acerca de este tema en su reseña Éléments d'économie politique pure (Elementos de la economía política pura).
La ley de Walras fue introducida como una respuesta teórica al problema de determinar soluciones en el equilibrio general. Su notación es diferente a las notaciones modernas pero puede construirse usando una moderna notación sumatoria. Walras asumió que en el equilibrio, todo el dinero sería gastado en todos los productos: todos los productos serían comercializados al precio del mercado de cada producto y todos los compradores gastarían hasta su último dólar en una canasta de productos. Tomando como base esta suposición, Walras mostró que si existieran n mercados y n-1 mercados compensados (que cuenten con las condiciones de equilibrio), ese n mercado extra se compensaría a sí mismo. Esto es más fácil de visualizar con dos mercados (considerados en la mayoría de los libros de texto como un mercado de bienes y un mercado de dinero). Si uno de los dos mercados ha alcanzado un estado de equilibrio, ningún bien adicional (ya sea producto o dinero) puede entrar o salir del segundo mercado, provocando que este también se encuentre en un estado de equilibrio. Walras usó este argumento para probar la existencia de soluciones para el equilibrio general, pero hoy en día este se usa para mostrar el concepto de compensación de mercados a nivel universitario.
El tâtonnement (tanteo) estaba enfocado a servir como una expresión práctica del equilibrio general. Walras entendió al mercado como una subasta de bienes en donde el subastador ofertaría al público precios y los participantes del mercado esperarían hasta que ellos pudiesen satisfacer su precio personal fijo para la cantidad deseada (se debe recordar que es una subasta de todos los bienes, por lo tanto todas las personas tienen un precio personal fijado para su canasta de bienes deseada).
Solo cuando todos los compradores están satisfechos como un precio de mercado dado, la transacción ocurre. El mercado se "compensaría" (no existiría superávit o déficit) en ese precio. La palabra tâtonnement es usada para describir la orientación que el mercado toma tanteando hacia el equilibrio, mientras se establecen precios altos y bajos en diferentes bienes hasta que el precio se acepta para todos los bienes. Mientras este proceso parece dinámico, Walras solo lo presentaba como un modelo estático, en el que ninguna transacción ocurriría hasta que todos los mercados estuviesen en equilibrio. En la práctica, muy pocos mercados operan de esta manera.

#### Francis Ysidro Edgeworth
Edgeworth introdujo elementos matemáticos a la economía, explícitamente en su trabajo llamado Mathematical Psychics: An Essay on the Application of Mathematics to the Moral Sciences (Matemáticas Físicas: Un ensayo de la aplicación de las matemáticas a las ciencias morales), el cual fue publicado en 1881.  El adoptó el cálculo felicific de Jeremy Bentham al comportamiento económico, permitiendo que el resultado de cada decisión se pudiera convertir en un cambio en la utilidad. Usando esta suposición, Edgeworth creó un modelo de intercambio, basado en tres suposiciones: los individuos se interesan en sí mismos, los individuos actúan para maximizar la utilidad, y los individuos son libres de recontratar con cualquiera independientemente de otros individuos.

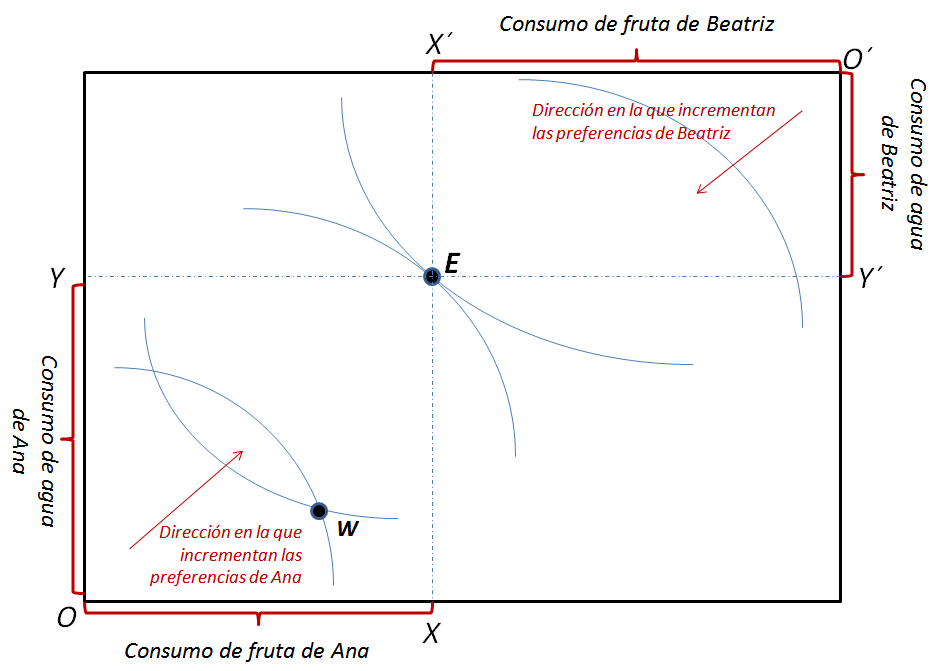
Una caja de Edgeworth mostrando la curva de contrato en una economía con dos participantes. Se refiere al núcleo de la economía en el lenguaje moderno; en la cual existe una cantidad infinita de soluciones a lo largo de la curva para las economías con dos participantes.

Dados dos individuos, el conjunto de soluciones donde los dos individuos pueden maximizar su utilidad es descrito por la curva del contrato, en lo que es ahora conocido como una caja de Edgeworth. Técnicamente, la construcción de una solución de dos personas al problema de Edgeworth no fue desarrollada gráficamente hasta 1924 por Arthur Lyon Bowley.  La curva del contrato de la caja de Edgeworth (o más general en cualquiera de las soluciones al problema de Edgewoth para más actores) es referida como el núcleo de una economía.
Edgeworth realizó un esfuerzo considerable insistiendo que pruebas matemáticas eran apropiadas para todas las escuelas del pensamiento económico. Mientras se encontraba al frente del El diario económico, publicó diversos artículos en donde criticaba el rigor matemático de investigadores rivales, incluyendo a Edwin Robert Anderson Seligman, un claro escéptico de la economía matemática. Los artículos se enfocaban en un ir y venir de la incidencia fiscal y la respuesta de los productores. Edgeworth notó que un monopolio que produce un bien que tiene una conjunción de la oferta pero no una conjunción de la demanda (como la clase ejecutiva y turista en un avión, si el avión vuela, ambos asientos vuelan con el avión) puede bajar los precios mostrados a los consumidores de uno de los dos bienes si un impuesto es aplicado. El sentido común y un análisis numérico más tradicional mostraban indicar que esta afirmación era absurda. Seligman insistió en que los resultados que Edgeworth había logrado habían sido una peculiaridad de su formulación matemática. El sugirió que la suposición de una función de demanda continua y un cambio infinitesimal en los impuestos resultaría en predicciones paradójicas. Harold Hotelling demostró tiempo después que Edgeworth estaba en lo correcto y que ese mismo resultado (una disminución de precio como resultado de un impuesto) podía ocurrir con una función discontinua de la demanda y cambios amplios en la tasa de impuestos.

## Economía matemática moderna
Después de 1930, una colección de nuevas herramientas matemáticas proveniente del cálculo diferencial y ecuaciones diferenciales, conjuntos convexos y la teoría de grafos fueron desarrolladas para avanzar en la teoría económica en una manera similar a los nuevos modelos matemáticos aplicados anteriormente a la física. El proceso fue conocido tiempo después como el movimiento de la mecánica a la axiomática

### Cálculo diferencial
Vilfredo Pareto analizó a la microeconomía a través de tratar a cada decisión realizada por los actores económicos como intentos de cambiar la asignación de bienes a otro, buscando la asignación más preferida. Conjuntos de asignaciones podrían ser tratadas como un pareto eficiente (un término equivalente es pareto óptimo) en donde no podrían existir intercambios entre actores que pudieran generar que al menos un individuo tuviera un resultado mejor, sin hacer que otro tuviese un resultado peor. La prueba de pareto es comúnmente fusionada con el equilibrio Walrasiano o informalmente adscrito a la hipótesis de la mano invisible de Adam Smith. Más bien, la declaración del pareto fue la primera afirmación formal de lo que se conocería como el primer teorema fundamental del bienestar económico. Estos modelos carecían de las inequidades de la siguiente generación de la economía matemática.
En el tratado histórico Foundations of Economic Analysis (Fundamentos del análisis económico) (1947), Paul Samuelson identificó un paradigma común y una estructura matemática a través de diversos campos en la materia, construyendo sobre trabajos anteriores hechos por Alfred Marshall. Los Fundamentos tomaron conceptos matemáticos de la física y los aplicaron a los problemas económicos. Esta visión amplia (por ejemplo, comparando el Principio de Le Châtelier con el principio de tâtonnement) empuja la premisa fundamental de la economía matemática: los sistemas de actores económicos pueden ser modelados y su comportamiento puede ser descrito como cualquier otro sistema. Esta extensión continuó el trabajo de los marginalistas en el siglo anterior y se extendió significativamente. Samuelson abordó los problemas acerca de la maximización de la utilidad individual sobre grupos agregados con la estadística comparativa, la cual compara dos estados de equilibrio diferentes después de un cambio exógeno en una variable. Este y otros métodos en el libro proveyeron los fundamentos de la economía matemática del siglo XX.

### Modelos lineales
Modelos restringidos de equilibrio general fueron formulados por John von Neumann en 1937. A diferencia de versiones anteriores, los modelos de von Neumann tenían restricciones de inequidad. Para su modelo de una economía en expansión, von Neumann probó la existencia y la unicidad de un equilibrio usando su generalización del teorema del punto fijo de Brouwer. El modelo de una economía en expansión de von Neumann consideraba la matriz lápiz (matrix pencil) A - λ B  con matrices A y B positivas; von Neumann buscó vectores de probabilidad  p y q y un número positivo para λ que solucionara la ecuación adicional
 pT (A - λ B) q = 0,
junto con dos sistemas de inequidad expresando la eficiencia económica. En este modelo, el (transpuesto) vector de probabilidad  p representa los precios de los bienes mientras que el vector de probabilidad q representa la "intensidad" en la que el proceso de producción funcionaría. Esa única solución λ representaría la tasa de crecimiento de una economía, la cual sería equivalente a la tasa de interés. Probar la existencia de una tasa de crecimiento positiva, y probar que la tasa de crecimiento es igual a la tasa de interés, fueron logros notables, incluso para von Neumann. El estudio del modelo de von Neumann de una economía en expansión continúa interesando a los economistas matemáticos que tienen intereses en la economía computacional.

#### Economía de insumos-producción
En 1936, el economista nacido en Rusia, Wassily Leontief, creó su modelo de análisis de los insumos y la producción, a partir de tablas de balances de material construidas por economistas soviéticos, las cuales seguían los trabajos realizados por los fisiócratas. Con este modelo, el cual describía un sistema de producción u proceso de demanda, Leontief describió cómo los cambios en la demanda de un sector económico influenciarían la producción en otro. En la práctica, Leontieg estimó los coeficientes de sus modelos simples, para abordar diferentes preguntas económicas interesantes.
En la economía de producción, las "tecnologías de Leontief" producen bienes usando proporciones constantes de insumos, a pesar del precio de los insumos, reduciendo el valor de los modelos de Leontief para entender las economías, pero permitiendo una estimación relativamente sencilla de los parámetros. En contraste, el modelo de von Neumann de una economía en expansión permite las técnicas de elección, pero los coeficientes deben ser estimados para cada tecnología.

### Optimización matemática

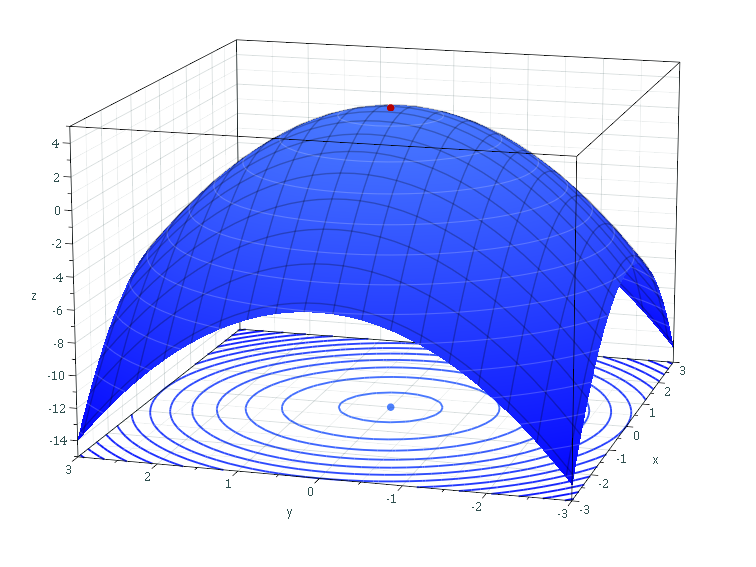
El punto rojo en la dirección z muestra el punto máximo de unparaboloide para la función de insumos (x, y)

En las matemáticas, la optimización matemática (o optimización, o programación matemática) se refiere a la selección el mejor elemento para un grupo de alternativas disponibles. En el caso más sencillo, un problema de optimización envuelve la maximización o minimización de una función real a través de seleccionar valores de entrada para la función y calcular los valores correspondientes de la función. El proceso de solución incluye la satisfacción de condiciones generales necesarios y suficientes para la optimización. Para los problemas de optimización, se puede usar una notación especializada para la función y los valores de entrada. Generalmente, la optimización incluye encontrar el mejor elemento disponible para una función dado un dominio definido y puede usar una variedad de técnicas de optimización computacional.
La economía está lo suficientemente vinculada a la optimización por los agentes en una economía, por lo cual una definición influyente describe relacionado con lo anterior la ciencia qua economía como "el estudio del comportamiento humano como una relación entre fines y medios escasos" con usos alternativos. Los problemas de optimización se ejecutan a través de la economía moderna, la mayoría con condiciones económicas y técnicas explícitas. En la microeconomía, el problema de la maximización de utilidad y su problema dual, el problema de la minimización del gasto por un nivel dado de utilidad, son problemas económicos de optimización. La teoría postula que los consumidores maximizan su utilidad, sujeta a las limitaciones de presupuesto y que las empresas maximizan sus utilidades, sujetas a sus funciones de producción, los costos de los insumos y la demanda del mercado.
El equilibrio económico es estudiado en la teoría de optimización como un ingrediente clave para los teoremas económicos que, en principio, pueden ser probados contra información empírica. El desarrollo de problemas más recientes ha ocurrido en la programación dinámica y los modelos de optimización con riesgos e incertidumbre, incluyendo las aplicaciones a la teoría del portafolio, la economía de la información y la teoría de búsqueda.
Propiedades óptimas para un sistema completo de mercado pueden ser señaladas en términos económicos, como en la formulación de los dos teoremas fundamentales de la economía del bienestar y en el modelo Arrow–Debreu del equilibrio general. Más concretamente, muchos problemas son sujetos a soluciones analíticas. Muchos otros pueden ser lo suficiente complejos para requerir métodos numéricos de solución asistidos por softwares. Otros son complejos, sin embargo son lo suficientemente accesibles para permitir la búsqueda de soluciones a través de métods computacionales, en partícula con los modelos de equilibrio general computacionales para la economía entera.
La programación lineal y no lineal han afectado profundamente a la microeconomía, la cual había solo considerado limitaciones de equidad. Gran parte de los economistas matemáticos que han sido laureados con el Premio del Banco de Suecia en Ciencias Económicas en memoria de Alfred Nobel han conducido investigaciones relevantes usando programación lineal: Leonid Kantorovich, Leonid Hurwicz, Tjalling Koopmans, Kenneth J. Arrow, and Robert Dorfman, Paul Samuelson, y Robert Solow.  Ambos Kantorovich y Koopmans Dantzig merecían compartir el premio Nobel por la programación lineal. Los economistas que han conducido investigaciones en la programación no lineal han también ganado el premio nobel, notablemente Ragnar Frisch junto con Kantorovich, Hurwicz, Koopmans, Arrow, y Samuelson.

#### Optimización lineal
La programación lineal fue creada para ayudar a la asignación de recursos en una empresa y en las industrias durante la década de los años 1930 en Rusia, y durante la década de los años 1940 en los Estados Unidos. Durante el bloqueo de Berlín, la programación lineal fue usada para planear el envío de suministros para prevenir que Berlín sufriera de hambre, después del bloqueo soviético.

#### Programación no lineal
Aumentos en la optimización no lineal con condiciones de inequidad fueron logrados en 1951 por Albert W. Tucker y Harold Kuhn, quien consideraba el problema de optimización no lineal:
Minimizar {\displaystyle f}({\displaystyle x}) sujeto a {\displaystyle g}i({\displaystyle x}) ≤ 0 y {\displaystyle h}j({\displaystyle x}) = 0 donde
{\displaystyle f}(.) es la función a minimizar
{\displaystyle g}i(.) ({\displaystyle j} = 1,..., {\displaystyle m}) son las funciones de la limitación de inequidad de {\displaystyle m}
{\displaystyle h}j(.) ({\displaystyle j} = 1,..., {\displaystyle l}) son funciones de las limitaciones de equidad de {\displaystyle l}.
Al permitir limitaciones de inequidad, el acercamiento de Kuhn–Tucker generalizaron el método clásico de los multiplicadores de Lagrange, en el que (hasta ese momento) había permitido solamente limitaciones de igualdad.
El acercamiento Kuhn–Tucker inspiró investigaciones posteriores en la dualidad de Lagrangian, incluyendo el tratamiento de las limitaciones de inequidad. La teoría de dualidad de la programación no lineal es particularmente satisfactoria cuando se aplica a los problemas de minimización convexos, los cuales muestran la teoría de dualidad convexa-analítica de Fenchel and Rockafellar; esta dualidad convexa es particularmente fuerte para funciones poliédricas, como las que se generan en la programación lineal. La dualidad de Lagrangian y el análisis convexo son usados diariamente en la investigación de operaciones, en la programación de las plantas de energía, la planeación de los horarios de producción para las fábricas y en las características de las rutas de las aerolíneas (rutas, vuelos, aviones y la tripulación)

#### Cálculo variacional y control óptimo
La economía dinámica permite los cambios en variables económicas en el tiempo, incluyendo los sistemas dinámicos. El problema de encontrar soluciones óptimas para estos cambios es estudiado en el cálculo variacional y en la teoría del control interno. Antes de la Segunda Guerra Mundial, Frank Ramsey y Harold Hotelling usaron el cálculos de variaciones para ese fin.
Siguiendo el trabajo de Richard Bellman acerca de la programación dinámica y la traducción al inglés del 1962 del trabajo anterior de L. Pontryagin et al. la teoría del control óptimo fue usada más extensamente en la economía para los problemas dinámicos, especialmente en aquellos relacionados al equilibrio del crecimiento económico y la estabilidad de los sistemas económicos, del cual un ejemplo de los libros de texto es el consumo óptimo y el ahorro. Una diferencia crucial entre los modelos deterministas y estocásticos. Otras aplicaciones a la teoría del control óptimo incluyen las presentadas en las finanzas, los inventarios y la producción.

#### Análisis funcional
Fue en el curso de probar la existencia de un equilibrio óptimo en su modelo de 1937 del crecimiento económico que John von Neumann  introdujo los métodos de análisis funcional para incluir topología en la teoría económica, en particular, en la teoría del punto fijo a través de la generalización del teorema del punto fijo de Brouwer. Siguiendo el programa de von Neumann, Kenneth Arrow y Gérard Debreu formularon modelos abstractos de los equilibrios económicos usando conjuntos convexos y la teoría del punto fijo. En la introducción del modelo Arrow-Debreu de 1954, ellos probaron la existencia (pero no la unicidad) de un equilibrio y también probaron que todo equilibrio Walrasiano es un Pareto eficiente, en general, los equilibrios no necesitan ser únicos. En sus modelos, el espacio de vector (original) representaba las cantidades mientras que el espacio dual del vector representaba los precios.
En Rusia, el matemático Leonid Kantorovich  desarrolló modelos económicos en espacios vectoriales parcialmente ordenados, que enfatizaban la dualidad entre las cantidades y los precios. Kantorovich renombró a los precios como "valuaciones determinada objetivamente" las cuales eran abreviadas en ruso como "o.o.o." haciendo alusión a la dificultad de la discusión de precios en la Unión Soviética.
Incluso en dimensiones finitas, estos conceptos de análisis funcional han iluminado a la teoría económica, particularmente al dar claridad al rol de los precios como vectores normales a hiperplanos de soporte de un conjunto convexo, representando las posibilidades de producción y de consumo. Sin embargo, los problemas de describir la optimización a través del tiempo bajo la incertidumbre requieren el uso de espacios funcionales de dimensión infinita, ya que los agentes están eligiendo a través de funciones o procesos estocásticos.

### El declive y la alza diferencial
El trabajo de John von Neumann en análisis funcional y topología creó una nueva área en la teoría matemática y económica. Además, este también dejó la economía matemática avanzada con pocas aplicaciones de cálculo diferencial. En particular, los teóricos del equilibrio general usaron topología general, geometría convexa y la teoría de la optimización en mayor manera que el cálculo, ya que el acercamiento del cálculo diferencial había fallado al establecer la existencia de un equilibrio.
Sin embargo, el declive del cálculo diferencial no debe ser exagerado, ya que el cálculo diferencial ha continuado formulando aplicaciones. Además, el cálculo diferencial ha regresado a los altos niveles de la economía matemática, la teoría del equilibrio general (GET), practicada por el grupo GET, la designación jocosa de Jacques H. Drèze). En los 1960s y 1970s, sin embargo, Gérard Debreu y Stephen Smale lideraron el renacimiento del uso del cálculo diferencial en la economía matemática. En particular, ellos pudieron probar la existencia de un equilibrio general en donde otros escritores habían fallado, esto gracias a sus notables matemáticas: la categoría de Baire de la topología general y el lema de Sard de la topología diferencial. Otros economistas han sido asociados al uso de los análisis diferenciales, incluyendo a Egbert Dierker, Andreu Mas-Colell, y Yves Balasko. Estos avances han cambiado la narrativa tradicional de la historia de la economía matemática, siguiendo a von Neumann, el cual celebró el abandono del cálculo diferencial.

### Teoría de juegos
John von Neumann, trabajando con Oskar Morgenstern en la teoría de juegos creó una nueva área matemática en 1944 a través de la extensión de los métodos del análisis funcional relacionados con los conjuntos complejos y a la teoría topológica del punto fijo al análisis económico. De esta manera, su trabajo evitó el cálculo diferencial tradicional, para el cual el máximo-operador no aplicada a las funciones no diferenciables. Continuando con el trabajo de von Neumann en la teoría del juego cooperativo, los teóricos Lloyd S. Shapley, Martin Shubik, Hervé Moulin, Nimrod Megiddo y Bezalel Peleg influenciaron la investigación económica en la política y la economía. Por ejemplo la investigación en los precios justos de los juegos cooperativos y los valores justos para los juegos de votos llevaron al cambio de las reglas de legislación al voto y para la contabilidad de los proyectos con costo público. Por ejemplo, la teoría del juego cooperativo era usada para diseñar el sistema de distribución de agua de Suecia del Sur y para fijar tasas para líneas telefónicas dedicadas en los Estados Unidos.
La teoría neoclásica temprana había limitado solamente el rango de resultados negociados y en casos especiales, por ejemplo en monopolios bilaterales o junto con la curva de contrato de la caja de Edgeworth. Los resultados de von Neumann y Morgenstern fueron similarmente débiles. Siguiendo el programa de Neumann, sin embargo, John Nash usó la teoría del punto fijo para probar las condiciones bajo las cuales el problema de negociación y los juegos no cooperativos podrían generar una solución de equilibrio único. La teoría de los juegos no cooperativos ha sido adoptada como un aspecto fundamental de la economía experimental, economía de comportamiento, economía de la información, organización industrial y economía política. También ha incrementado a la materia del diseño de mecanismos (a veces llamada teoría de juegos inversa), la cual tiene aplicaciones privadas y de políticas públicas como maneras de mejorar la eficiencia económica a través de incentivos para compartir información.
En 1994, Nash, John Harsanyi, y Reinhard Selten recibieron el premio nobel memorial en ciencias económicas por su trabajo en los juegos no cooperativos. Harsanyi y Selten fueron premiados por su trabajo en los juegos de repetición. El trabajo de tiempo después extendió sus resultados a los métodos de modelaje computacionales.

### Economía computacional basada en agentes
La economía computacional basada en agentes (ACE por sus siglas en inglés) es un campo recientemente nombrado que data de los años 90. Esta área estudia los procesos económicos, incluyendo economías completas, como sistemas dinámicos de interacción de agentes en el tiempo. En sí, esta área se encuentra en el paradigma de los sistemas adaptativos complejos. En los modelos basados en agentes, los agentes no son personas reales sino "objetos computacionales modelados para interactuar conforme a reglas"..."Sus interacciones a micronivel crean patrones emergentes" en el espacio y tiempo. Las reglas son formuladas para predecir interacciones sociales y de comportamiento basada en incentivos e información. La suposición teórica de la optimización matemática por agentes del mercado es reemplazada por los menos restrictivos postulados de agentes con una racionalidad delimitada adaptada a las fuerzas del mercado.
Los modelos ACE aplican modelos numéricos de análisis a simulaciones basadas en computadoras de problemas dinámicos complejos para los cuales los métodos más convencionales, como las formulaciones de teoremas, pueden no ser útiles. Empezando por las condiciones iniciales específicas, el sistema económico computacional es modelado para que evolucione con el tiempo y es consistente con las interacciones repetidas de los agentes entre sí. En estos aspectos, la ACE ha sido caracterizada como un acercamiento de abajo hacia arriba para el estudio de la economía. En contraste a otros estándares de modelaje, los eventos de ACE son impulsados solamente por condiciones iniciales, donde puede o no existir un equilibrio, o donde las mismas pueden ser (o no ser) localizables. El modelaje ACE, sin embargo, incluye la adaptación de los agentes, la autonomía y el aprendizaje de los agentes. Además tiene una similitud con, y se traslapa, con la teoría de juegos como un método basado en agentes para modelar interacciones sociales. Otras dimensiones de este acercamiento incluyen sujetos económicos estándar como competición y colaboración, la estructura del mercado y la organización industria, los costos de transacción, la economía de bienestar y el diseño mecánico, la información y la incertidumbre y la macroeconomía.
Se dice que el método se beneficia de los mejoramientos continuos en las técnicas de modelaje de la ciencia computacional y el incremento de las capacidades computacionales. Los problemas que presenta incluyen aquellos presentados en la economía experimentar el general y por comparación y al desarrollo de un marco de referencia común para la validación empírica y la resolución de preguntas abiertas en el modelaje basado en agentes. El objetivo científico principal del método ha sido descrito como "probar los resultados teóricos contra la información real del mundo en maneras que puedan permitir apoyar empíricamente que las teorías crezcan con el tiempo, con el trabajo de cada investigador construyéndose de manera apropiada en el trabajo que ha sido creado con anterioridad."

### Lógica matemática
La lógica matemática es empleada para realizar demostraciones lógicas.

### Métodos de Transporte Óptimo
La teoría de transporte optimo se emplea en la modelación económica para comprender diversos fenómenos económicos.

### Métodos numéricos
Los métodos numéricos en economía son empleados fuertemente en la búsqueda de una resolución de los modelos de la teoría económica, estos aprovechan la capacidad computacional para abordar estos desafíos de modelación.

## Matematización de la economía

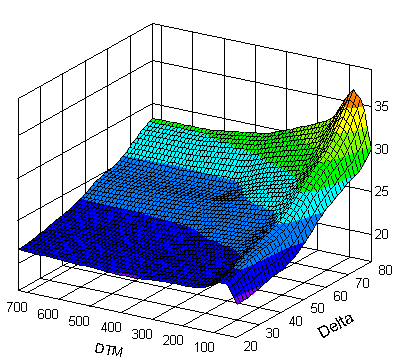
La superficie de la sonrisa de la volatilidad es una superficie en 3D en donde la volatilidad implícita del mercado actual (eje z) para todas las opciones es graficada contra el precio y el tiempo a la madurez. (ejes X & Y).

En el curso del siglo XX, artículos en revistas principales de economía han sido escritos de manera casi exclusiva por economistas en el mundo académico. Como resultado, gran parte del material transmitido en estos escritos hace referencia a la teoría económica y señalan que "la teoría económica ha sido continuamente más abstracta y matemática". Una valoración subjetiva de las técnicas matemáticas usadas en estos escritos muestra un decremento en artículos que no usan representaciones geométricas o notación matemática pasando de ser un 95 % en 1892 a un 5.3 % en 1990. Una encuesta del 2007 de diez revistas económicas encontró que solo el 5.8 % de los artículos publicados en el 2003 y en el 2004 no contaban con un análisis de información estadística y no contaban con expresiones matemáticas desplegadas que fueran indexadas al margen de la página.

## Econometría
Entre las dos guerras mundiales, los avances en la estadística matemática y en el área de los economistas con formación matemática  llevó a la econometría, el cual es el nombre propuesto para la disciplina de avanzar la economía a través de las matemáticas y la estadística. Entre la economía, la econometría ha sido regularmente usada para los métodos estadísticos económicos, y no para la economía matemática. La econometría estadística cuenta con la aplicación de análisis por regresiones lineales y series de tiempo a la información económica.
Ragnar Frisch acuñó el término de econometría y ayudó a fundar la Econometric Society en 1930 y la revista Econometrica en 1933.  Como estudiante de Frisch, Trygve Haavelmo publicó "El acercamiento de la probabilidad a la econometría" en 1944, en donde él aseveraba que la práctica del análisis estadístico podría ser usado como una herramienta para validar las teorías matemáticas acerca de los actores económicos con información proveniente de fuentes complejas. Este vínculo entre el análisis estadístico de los sistemas de la teoría económica también fue promulgado por la Comisión Cowles (ahora Fundación Cowles) entre los años 1930 y 1940.

### Trabajos iniciales en la econometría
Los inicios de la econometría moderna pueden seguirse hasta el economista estadounidense Henry L. Moore. Moore estudió la productividad de la agricultura e intento adaptar a través de cambiar valores de productividad por parcelas de maíz y otros cultivos a una curva usando diferentes valores de elasticidad. Moore realizó varios errores en su trabajo, algunos por su elección de modelos y otros generados por su limitación en el uso de las matemáticas. La precisión de los modelos de Moore también está limitada por la poca información que era proveída por las cuentas de los Estados Unidos en ese tiempo. Mientras que sus primeros modelos de producción eran estáticos, en 1925 él publicó un modelo dinámico de equilibrio en movimiento designado a explicar los ciclos de las empresas-esta variación periódica de sobrecorrección en la curva de la demanda y oferta es ahora conocido como el modelo de Cobweb. Una derivación más formal de sus modelos fue producida tiempo después por Nicholas Kaldor, quien es acreditado de gran manera por su exposición.

## Aplicación

El modelo IS/LM es un modelo macroeconómico Keynesiano creado para realizar predicciones acerca de la intersección de la actividad económica real (gasto, ingreso, ahorro) y las decisiones hechas en los mercados financieros (oferta de dinero y la preferencia por la liquidez). El modelo no es ampliamente usado en cursos de posgrado, sin embargo es común verlo en clases de macroeconomía de nivel licenciatura.

Una gran parte de la economía clásica puede ser presentada en términos geométricos simples o en notación matemática elemental. Sin embargo, la economía matemática convencionalmente hace uso del cálculo y del álgebra de matrices en el análisis económico para poder hacer argumentos más fuertes. Estas herramientas son requisitos previos para el estudio formal, no solo en la economía matemática, sino también en la teoría económica contemporánea en general. A menudo, los problemas económicos envuelven una gran cantidad de variables, lo que convierte a la matemática en una manera de atacar y resolver estos problemas. Alfred Marshall argumentó que todos los problemas económicos que pueden ser cuantificados, resueltos y expresados analíticamente, deben ser tratados a través de trabajos matemáticos.
La economía se ha convertido requeridora de los métodos matemáticos y las herramientas matemáticas que emplea se han sofisticado. Como resultado, las matemáticas se han convertido considerablemente importantes para los profesionales en la economía y las finanzas. Los programas universitarios en economía y finanzas requieren una amplia preparación matemática y es a través de ello que estas disciplinas han atraído a un gran número de matemáticos. Los matemáticos aplican principios matemáticos a problemas prácticos del análisis económico, y otros problemas son integrados en el estudio de las matemáticas aplicadas.
Esta integración genera la formulación de problemas económicos como modelos estilizados con suposiciones claras y predicciones falsables. Estos modelos pueden ser informales, como los encontrados en La riqueza de las naciones de Adam Smith, o formales y rigurosos.
Hablando ampliamente, los modelos formales económicos pueden ser clasificados como estocásticos o determinísticos y como discretos o continuos. En un nivel práctico, el modelo cuantitativo es aplicado a muchas áreas de la economía y otras métodos han evolucionado independientes entre sí.
- Modelos estocásticos son formulados usando procesos estocásticos. Estos modelan valores observables económicamente en el tiempo. La mayor parte de la econometría se basa en la estadística para formular y probar hipótesis acerca de estos procesos, o estimar parámetros para estos. Entre las dos guerras mundiales, Herman Wold desarrolló una representación de los procesos estocásticos estacionarios en términos de modelos auto regresivos y una tendencia determinista. Wold y Jan Tinbergen aplicaron análisis de serie de tiempo a la información económica. Investigación contemporánea en la estadística de series de tiempo consideraba formulaciones adicionales de procesos estacionarios, como los modelos de promedios móviles auto regresivos. Modelos más generales incluyen modelos de condiciones auto regresivas de heteroscedasticidad (ARCH) y modelos generalizados ARCH (GARCH).
- Modelos matemático no estocásticos son puramente cualitativos (por ejemplo, los modelos envueltos en algunos aspectos de la teoría de la elección social) o cuantitativos (envuelven la racionalización de variables financieras, por ejemplo las coordenadas hiperbólicas, o formas específicas de relaciones funcionales entre variables). En algunos casos las predicciones económicas de un modelo se limitan a estimar la dirección del movimiento de variables económicas, y por lo tanto las relaciones funcionales son usadas solo en el sentido cualitativo: por ejemplo, si el precio de un producto se incrementa, entonces la demanda por ese producto disminuirá. Para estos modelos, los economistas usan gráficos de dos dimensiones en lugar de funciones.

- Los modelos cualitativos son ocasionalmente usados. Un ejemplo es la planificación cualitativa de escenarios en la cual los eventos futuros probables son mostrados. Otro ejemplo es el análogos no numérico de árbol. Los modelos cualitativos sufren de poca precisión.

## Clasificación
Según la Mathematics Subject Classification (MSC, la clasificación matemática por materia), los economistas matemáticos se encuentran en la clasificación de Applied mathematics/other (matemáticas aplicadas y otros) de la categoría 91:
Teoría de juegos, economía y ciencias sociales y de comportamiento, economics, social and behavioral sciences
con las clasificaciones de MSC2010 Archivado el 13 de enero de 2011 en Wayback Machine. para la teoría de juegos 91Axx y por la economía matemática 91Bxx Archivado el 2 de abril de 2015 en Wayback Machine..
La serie del "Manual de la economía matemática", que actualmente cuenta con cuatro volúmenes, hace una distinción entre métodos matemáticos en la economía, v. 1, Parte I, y áreas de la economía en otros volúmenes donde las matemáticas son usadas.
Otra fuente con una distinción similar es "El nuevo Palgrave: Un diccionario de economía (1987, 4 volúmenes, 1,300 entradas de información). En este, un "índice por materia" incluye entradas matemáticas bajo 2 títulos(vol. IV, pp. 982–3):
Economía matemática (24 enlistados, como  "aciclicidad", "problema de agregación ", "estadística comparativa", "ordenamientos lexicográficos", "modelos lineales", "ordenamientos", y "economía cualitativa")
Métodos matemáticos (42 enlistados, como "variaciones del cálculo", "teoría de la catástrofe", "combinaciones," "cálculo del equilibrio general", "convexidad", "programación convexa", y "control óptimo estocástico").
Un sistema con gran uso en la economía que incluye los métodos matemáticos en la materias es la clasificación de códigos JEL. Esta se originó en el Diario de Literatura Económica para clasificar nuevos libros y artículos. Las categorías relevantes se encuentran listadas en la parte inferior (versión simplificada para omitir "Miscelánea" y "otros" códigos JEL), como una reproducción de los códigos de clasificación JEL Métodos matemáticos y cuantitativos subcategoría JEL:C. El Nuevo Diccionario de Economía de Palgrave (2008, 2nd ed.) también usa los códigos JEL para clasificar los artículos. Los pies de página correspondientes tienen enlaces a abstractos del "Nuevo palgrave online" para cada categoría de JEL (10 o menos por página, es similar a las búsquedas de Google).
JEL: C02 - Métodos matemáticos (continuando a JEL: C00 - General y JEL: C01 - Econometría)
JEL: C6 - Métodos matemáticos Modelos de programación; Modelaje matemático y de simulaciones
JEL: C60 - General
JEL: C61 - Técnicas de optimización: Modelos de programación; Análisis dinámico
JEL: C62 - Condiciones de existencia y estabilidad para el equilibrio
JEL: C63 - Técnicas computacionales; modelaje de simulación
JEL: C67 - Modelos de insumos-producción
JEL: C68 - Modelos de equilibrio general computacionales
JEL: C7 - Teoría de juegos y teoría de Bargaining
JEL: C70 - General
JEL: C71 - Juegos cooperativos
JEL: C72 - Juegos no cooperativos
JEL: C73 - Juegos dinámicos y estocásticos; Juegos evolutivos; Juegos de repetición
JEL: C78 - Teoría de Bargaining; Teoría de búsqueda y emparejamiento

## Críticas y defensa

### Adecuación de las matemáticas para la economía compleja y cualitativa
Friedrich Hayek sostenía que el uso de técnicas formales proyectaba una exactitud científica que no era apropiada debido a las limitaciones de información a la que se encuentran los agentes económicos reales.
En una entrevista, el historiador económico Robert Heilbroner comentó

Yo creo que el acercamiento científico comenzó a penetrar y a dominar la profesión en los veinte o treinta años pasados. Esto se generó en parte por la "invención" del análisis matemático de varios tipos y, por supuesto, los avances considerables en esta área. Esta es la era en la que no solo tenemos más información, sino además contamos con un uso más sofisticado de la misma. Por lo tanto, existe un gran sentimiento de que esta ciencia está orientada por datos y cuenta con un compromiso con los datos, lo cual, por virtud de los números absolutos, las ecuaciones absolutas y la búsqueda de una página de un diario, tienen un cierto parecido a la ciencia...Esta actividad central parece científica. Yo comprendo eso. Yo pienso que esta es genuino. Este acercamiento es una ley universal. Sin embargo, parecer una ciencia es diferente a ser una.

Heilbroner comentó que "una gran parte de la economía no tiene naturaleza cuantitativa y, por lo tanto, no se presta a una exposición matemática".

### Prueba de predicciones de la economía matemática
El filósofo Karl Popper discutió la postura científica de la economía en los años 1940 y 1950. El argumentaba que la economía matemática sufría de ser tautológica. En otras palabras, en la medida en la que la economía se convierta en una teoría matemática, la economía matemática dejará de basarse en impugnaciones empíricas para pasar a ser basada en pruebas matemáticas. De acuerdo con Popper, suposiciones falsables pueden ser probadas por experimento y observación, mientras que las suposiciones no falsables pueden ser exploradas matemáticamente para sus consecuencias y por la consistencia con otras suposiciones. Siguiendo la posición de Popper acerca de las suposiciones en la economía en general, y no solo en la economía matemática, Milton Friedman declaró que "todas las suposiciones son irreales". Friedman propuso que se juzgaran los modelos económicos por su desempeño predictivo en lugar de su parecido entre las suposiciones y la realidad.

### Economía matemática como una forma de matemáticas pura
Considerando la economía matemática, J.M. Keynes escribió en "La Teoría General":

Es una gran critica de los métodos simbólicos seudo-matemáticos de formalizar un sistema de análisis económico... que ellos han expresado asumiendo una independencia estricta entre los factores envueltos y una pérdida de fuerza y autoridad si esta hipótesis es anulada; mientras tanto, en el discurso ordinario, en donde no existe una manipulación ciega y tenemos conocimiento en todo momento de lo que estamos haciendo y de lo que las palabras significan, podemos mantener " en la parte posterior de nuestras cabezas" las reservas necesarias, las calificaciones y los ajustes que se harán en el futuro, en la manera en la que nosotros no podemos mantener diferencias parciales complicadas "en la parte de atrás" de varias páginas de álgebra que asumimos se desvanecerán. Una gran proporción de la economía matemática tienen mezclas, imprecisas como las suposiciones iniciales, que permiten al autor perder visión de la complejidad y las interdependencias del mundo real en un laberinto de símbolos pretenciosos y poco útiles.

### Defensa de la economía matemática
En respuesta a las críticas, Paul Samuelson argumentó que las matemáticas son un lenguaje, repitiendo la tesis de Josiah Willard Gibbs. En la economía, el lenguaje de las matemáticas es, en algunas ocasiones, necesario para representar problemas sustanciales. Además, la economía matemática ha generado avances conceptuales en la economía. En particular, Samuelson dio un ejemplo de la microeconomía, escribiendo que "pocas personas son suficientemente ingeniosas para comprender sus partes más complejas sin usar un lenguaje matemáticos, mientras que la mayoría de los individuos ordinarios pueden hacerlo fácilmente con el apoyo de las matemáticas."
Algunos economistas comentan que las economía matemática merece apoyo, como es el caso de otras divisiones de las matemáticas, particularmente en sus "vecinos" en la optimización matemática y la estadística matemática, y, de manera incremental, en la ciencia computacional teórica. La economía matemática y otras ciencias matemáticas tienen una historia en la que los avances teóricos han contribuido a reformar, de manera regular, las ramas más aplicadas de la economía. En particular, siguiendo el programa de von Neumann, la teoría de juegos ahora provee de los fundamentos para describir una gran parte de la economía aplicada, desde la teoría de decisiones estadísticas (como un juego en contra de la naturaleza) y la econometría en la teoría de equilibrio general y de organización industrial. Recientemente, con el uso creciente del Internet, los economistas matemáticos, los expertos en optimización y los científicos computacionales han trabajado en problemas de precios para los servicios en línea, sus contribuciones usan matemáticas de la teoría de juegos cooperativos, la optimización no diferencial y los juegos combinacionales.
Robert M. Solow concluyó que la economía matemática era el núcleo de la infraestructura de la economía contemporánea:

La economía ya no es un tema de conversación para damas y caballeros. Ésta se ha convertido en una materia técnica. Como cualquier materia técnica, ésta atrae a algunas personas que están más interesadas en la técnica que en la materia. Esto es muy malo, pero puede ser inevitable. En este caso, no te engañes a ti mismo: el núcleo técnico de la economía es la estructura indispensable para la política económica. Éste es el porqué, si tú consultas [una referencia en la economía contemporánea] en busca de información acerca del mundo actual, tu serás guiado a la economía técnica, o a la historia o a nada en concreto.

## Economistas matemáticos
Los economistas matemáticos prominentes incluyen, pero no están limitados, a los siguientes: (por el siglo en el que nacieron)

### sigloXIX
- Enrico Barone
- Antoine Augustin Cournot
- Francis Ysidro Edgeworth
- Irving Fisher
- William Stanley Jevons

### sigloXX
- Charalambos D. Aliprantis
- R. G. D. Allen
- Maurice Allais
- Kenneth J. Arrow
- Robert J. Aumann
- Yves Balasko
- David Blackwell
- Lawrence E. Blume
- Graciela Chichilnisky
- Bernard Cornet
- George B. Dantzig
- Gérard Debreu
- Jacques H. Drèze
- David Gale
- Nicholas Georgescu-Roegen
- Roger Guesnerie
- Frank Hahn
- John C. Harsanyi
- John R. Hicks
- Werner Hildenbrand
- Harold Hotelling
- Leonid Hurwicz
- Leonid Kantorovich
- Tjalling Koopmans
- David M. Kreps
- Harold W. Kuhn
- Edmond Malinvaud
- David Luenberger
- Andreu Mas-Colell
- Eric Maskin
- Nimrod Megiddo
- Jean-François Mertens
- James Mirrlees
- Roger Myerson
- John Forbes Nash, Jr.
- John von Neumann
- Edward C. Prescott
- Roy Radner
- Frank Ramsey
- Donald John Roberts
- Paul Samuelson
- Thomas Sargent
- Leonard J. Savage
- Herbert Scarf
- Reinhard Selten
- Amartya Sen
- Lloyd S. Shapley
- Stephen Smale
- Robert Solow
- Hugo F. Sonnenschein
- Albert W. Tucker
- Hirofumi Uzawa
- Robert B. Wilson
- Hermann Wold
- Nicholas C. Yannelis

## Información adicional
- Alpha C. Chiang and Kevin Wainwright, [1967] 2005. Fundamental Methods of Mathematical Economics, McGraw-Hill Irwin. Contents.
- E. Roy Weintraub, 1982. Mathematics for Economists,  Cambridge.  Contents.
- Stephen Glaister, 1984. Mathematical Methods for Economists, 3rd ed., Blackwell. Contents.
- Akira Takayama, 1985. Mathematical Economics, 2nd ed. Cambridge. Contents.
- Nancy L. Stokey and Robert E. Lucas with Edward Prescott, 1989. Recursive Methods in Economic Dynamics, Harvard University Press. Desecription and chapter-preview links.
- A. K. Dixit, [1976] 1990.  Optimization in Economic Theory, 2nd ed., Oxford. Description and contents preview.
- Kenneth L. Judd, 1998. Numerical Methods in Economics, MIT Press.  Description and chapter-preview links.
- Michael Carter, 2001. Foundations of Mathematical Economics, MIT Press. Contents.
- Ferenc Szidarovszky and Sándor Molnár, 2002. Introduction to Matrix Theory: With Applications to Business and Economics, World Scientific Publishing. Description and preview.
- D. Wade Hands, 2004. Introductory Mathematical Economics, 2nd ed. Oxford. Contents.
- Giancarlo Gandolfo, [1997] 2009. Economic Dynamics, 4th ed., Springer.   Description and preview.
- John Stachurski, 2009. Economic Dynamics: Theory and Computation, MIT Press. Description and preview.